# FK Teteks Tetovo
FK Teteks Tetovo (Macedonisch: ФК Тетекс Тетово) is een Macedonische voetbalclub uit de stad Tetovo.
De club werd in 1951 opgericht. Teteks werd enkele malen kampioen van Macedonië (1965, 1969, 1974, en 1985), de competitie was toen echter nog een onderdeel van de Joegoslavische competitie en stond gelijk aan de 3de klasse. De winnaar speelde een play-off om naar de 2de klasse te promoveren. In 1980 promoveerde de club naar de hoogste klasse van Joegoslavië. Na één seizoen moest de club echter weer degraderen nadat de voorlaatste plaats behaald werd.
Na de onafhankelijkheid van Noord-Macedonië was de club medeoprichter van de hoogste klasse maar na het eerste seizoen moest de club al een stap terugzetten en degradeerde. In de 2de klasse werd verschillende malen de 3de plaats behaald maar een promotie naar de hoogste divisie zat er niet meer in. Van 2003 tot 2005 eindigde de club nog in de top 5 maar in 2006 werd de club 10e op 12 clubs en moest een barrage spelen om in de 2de klasse te blijven en won die.
Vanaf 2009 speelde de club in de hoogste afdeling tot ze in 2013 degradeerde naar de Vtora Liga. Dat seizoen werd wel de beker gewonnen. De club keerde in het seizoen 2014/15 voor één seizoen terug op het hoogste niveau.

## Erelijst
- Vtora Liga

2009
- Beker van Macedonië

2010, 2013

## Eindklasseringen
| 17 |

| 3 |

| 5 |

| 7 |

| 3 |

| 3 |

| 2 |

| 3 |

| 10 |

| 9 |

| 3 |

| 4 |

| 5 |

| 10 |

| 3 |

| 7 |

| 1 |

| 7 |

| 7 |

| 10 |

| 11 |

| 2 |

| 10 |

| 4 |

| 8 |

| 6 |

| 8 |

| 2 |

| 7 |

| 5 |

| 13 |

| 15 |

| Prva Liga | Vtora Liga | Treta Liga |

## In Europa
#Q = #kwalificatieronde, T/U = Thuis/Uit, W = Wedstrijd, PUC = punten UEFA coëfficiënten .
Uitslagen vanuit gezichtspunt FK Teteks Tetovo
| Seizoen | Competitie    | Ronde | Land             | Club            | Totaalscore | 1e W    | 2e W    | PUC |
| ------- | ------------- | ----- | ---------------- | --------------- | ----------- | ------- | ------- | --- |
| 2010/11 | Europa League | 2Q    | Vlag van Letland | FK Ventspils    | 3-1         | 0-0 (U) | 3-1 (T) | 1.5 |
|         |               | 3Q    | Vlag van Zweden  | IF Elfsborg     | 1-7         | 0-5 (U) | 1-2 (T) | 1.5 |
| 2013/14 | Europa League | 1Q    | Vlag van Armenië | Pjoenik Jerevan | 1-2         | 1-1 (T) | 0-1 (U) | 0.5 |

Totaal aantal punten voor UEFA coëfficiënten: 2.0
Zie ook
- Deelnemers UEFA-toernooien Noord-Macedonië
- Ranglijst van alle clubs die in de diverse Europa Cups zijn uitgekomen

## Bekende (oud-)spelers
De navolgende voetballers kwamen als speler van FK Teteks Tetovo uit voor een Europees vertegenwoordigend A-elftal.
| Naam             | Van        | Tot        | Totaal | Nationaal elftal |
| ---------------- | ---------- | ---------- | ------ | ---------------- |
| Borče Jovanovski | 11.10.1995 | 28.05.1996 | 3      | Macedonië        |